# Нирнает Арноедиад
Нирнает Арноедиад е събитие от митичния свят на Джон Роналд Руел Толкин и е петото сражение между силите на Моргот и съюзът на Нолдорите в Белериандските битки, наречено на елфически „Неизброимите сълзи“.
В тази битка Нолдорите и техните съюзници Едаините направили опит да щурмуват и да сразят Моргот веднъж за винаги, но понесли тежко поражение.